# Condado de Hamilton (Nueva York)
El condado de Hamilton (en inglés: Hamilton County) fundado en 1816 es un condado en el estado estadounidense de Nueva York. En el 2000 el condado tenía una población de 5,379 habitantes en una densidad poblacional de 1 persona por km². La sede del condado es Lake Pleasant.

## Geografía

Mapa de carreteras del condado de Hamilton

Según la Oficina del Censo, el condado tiene un área total de 4683 km² (1808,1 mi²), de la cual 4455 km² (1720,1 mi²) es tierra y 225 km² (86,9 mi²) (4.84%) es agua.

### Condados adyacentes
- Condado de Franklin - noreste
- Condado de Essex - noreste
- Condado de Warren -este
- Condado de Saratoga - sureste
- Condado de Fulton - sur
- Condado de Herkimer - oeste
- Condado de St. Lawrence - nooroeste

## Demografía
En el 2000 la renta per cápita promedia del condado era de $32,287, y el ingreso promedio para una familia era de $39,676. En 2000 los hombres tenían un ingreso per cápita de $29,177 versus $21,849 para las mujeres. El ingreso per cápita para el condado era de $18,643. Alrededor del 10.40% de la población estaba bajo el umbral de pobreza nacional.

## Ciudades y pueblos
- Arietta (pueblo)
- Benson (pueblo)
- Blue Mountain Lake (aldea)
- Hope (pueblo)
- Indian Lake (pueblo)
- Inlet (pueblo)
- Lake Pleasant (pueblo)
- Lake Pleasant (aldea)
- Long Lake (pueblo)
- Raquette Lake (aldea)
- Morehouse (pueblo)
- Sabattis (anteriormente conocido como Long Lake West - abandonado)
- Speculator (villa)
- Wells (pueblo)
- => Entre paréntesis la forma de gobierno